# SimilarWeb
Similarweb  — це вебсайт, який надає послуги вебаналітики для бізнесу. Компанія пропонує своїм клієнтам інформацію та статистику про обсяги трафіку своїх клієнтів та конкурентів; джерела трафіку, включаючи аналіз ключових слів, час перебування на сайті, перегляд сторінок, показник відмов та ін.
Як і Alexa Internet, він екстраполює дані з панелі вебкористувачів, які дозволяють відстежувати їхню діяльність в Інтернеті, поєднуючись із прямими спостереженнями щодо підмножини Інтернет-ресурсів, як-от власна статистика відвідувань вебсайтів. У 2019 році сервіс стверджував, що має найбільшу у світі панель із сотнями мільйонів користувачів.

## Історія
Компанія була заснована у 2007 році Ором Офером в Тель-Авіві, Ізраїль. Пізніше штаб-квартира компанії перемістилася в Лондон, Велика Британія.
31 травня 2010 року компанія отримала фінансування в розмірі 1,1 млн $ в рамках першого раунду інвестування, проведеного Йоссі Варді, International Management, Liron Rose, а також Омером Капланом (Omer Kaplan).
29 січня 2013 року компанія залучила нові інвестиції в розмірі 2,5 млн $, а також додатково 3,5 млн $ розширеного фінансування в рамках другого раунду інвестування, проведеного 24 вересня Бароном Давидом Аліансом, Моше Ліхтманом (Moshe Lichtman) за участю первинних інвесторів Docor International Management.
24 лютого 2014 року медіагігант з ПАР Naspers проінвестував 18 млн $ у рамках третього раунду фінансування Similarweb. Менш ніж через місяць Similarweb використала частину отриманих коштів для придбання молодої ізраїльської компанії TapDog, яка на той момент існувала менш як рік, за кілька мільйонів доларів в акціях і готівкою.
10 грудня 2015 року Similarweb оголосив, що придбав за 10 мільйонів доларів стартап Quettra, що спеціалізується на зборі даних і аналітиці мобільних пристроїв. Quettra надав розробникам інструменти для персоналізації в обмін на детальні дані мобільної телеметрії.
У липні 2017 року компанія оголосила про отримання фінансування на 47 мільйонів доларів на чолі з Viola Growth, Saban Ventures за участю CE Ventures та інших інвесторів.
8 вересня 2019 року Similarweb оновив алгоритм, який використовується для створення статистики трафіку та залученості користувачів. Оновлення враховувало поведінку відвідувачів подібних типів сайтів для покращення глибини та надійності їхніх даних.
У березні 2024 року Similarweb придбала Admetricks, щоб розширити пропозицію рекламної аналітики.